# Rien que de l'eau
Rien que de l'eau est une chanson française interprétée par Véronique Sanson, paroles françaises de Véronique Sanson et composée par Bernard Swell sous le titre I Wanna Know.
En 2019, la chanson est reprise par Christine and the Queens à l'occasion d'une émission hommage à Véronique Sanson.

## Classement
| Classement | Position maximale | Certification |
| ---------- | ----------------- | ------------- |
| France     | 6                 |               |